# Alive III
Alive III е трети концертен албум на американската рок група Kiss. Издаден е на 18 май 1993 г. от Mercury Records.

## Обща информация
Записът на „I Was Made For Lovin' You“ всъщност е записан по време на един от саундчековете на бандата, но е добавена публика в песента, за да изглежда така, сякаш е „концертна“, което води до спекулации, че много други песни от „Alive III“ може да са променяни. Фактът, че клавиристът Дерек Шеринян се появява в „Alive III“, води до спекулации, че групата е фалшифицирала вокални части, по-конкретно Джийн Симънс, както го е правил на турнето „Hot in the Shade“ през 1990 г.
Албумът е единственият концертен на Kiss, който е издаден, когато те са без маски, с изключение на „Kiss Unplugged“, издаден по-късно през 1996 г. По време на записа на „Alive II“ (1977), Kiss не иска да дублира песни от „Alive!“ (1975), въпреки че някои песни от „Alive III“ са дублирани песни от предишните си концертни албуми. Например „Rock and Roll All Nite“ е изпълнена в „Alive!“ и „Alive III“, но не е включена в „Alive II“.

## Състав
- Пол Стенли – вокали, ритъм китара
- Брус Кулик – соло китара, вокали
- Джийн Симънс – бас, вокали
- Ерик Сингър – барабани, вокали

### Допълнителен персонал
- Дерек Шеринян – клавири, беквокали

## Песни
| №   | Име                                     | Време |
| --- | --------------------------------------- | ----- |
| 1.  | Creatures of the Night                  | 4:40  |
| 2.  | Deuce                                   | 3:43  |
| 3.  | I Just Wanna                            | 4:24  |
| 4.  | Unholy                                  | 3:27  |
| 5.  | Heaven's on Fire                        | 4:15  |
| 6.  | Watchin' You                            | 3:35  |
| 7.  | Domino                                  | 3:47  |
| 8.  | I Was Made for Lovin' You               | 4:32  |
| 9.  | I Still Love You                        | 6:03  |
| 10. | Rock and Roll All Nite                  | 3:32  |
| 11. | Lick It Up                              | 4:18  |
| 12. | Forever                                 | 3:53  |
| 13. | Take It Off                             | 6:04  |
| 14. | I Love It Loud                          | 3:20  |
| 15. | Detroit Rock City                       | 5:30  |
| 16. | God Gave Rock 'N' Roll to You II        | 5:22  |
| 17. | The Star-Spangled Banner (инструментал) | 2:40  |

## Позиции в класациите
| Класация (1993) | Най-добра позиция |
| --------------- | ----------------- |
| Австралия       | 14                |
| Япония          | 22                |
| Норвегия        | 15                |
| Швеция          | 20                |
| Billboard 200   | 9                 |

| Сингъл           | Класация (1993)        | Позиция |
| ---------------- | ---------------------- | ------- |
| „I Love It Loud“ | Mainstream Rock Tracks | 22      |